# Ṝ
Das Ṝ (kleingeschrieben ṝ) ist ein Buchstabe des lateinischen Schriftsystems. Er besteht aus einem R, welches sowohl ein übergesetztes Makron als auch einen untergesetzten Punkt besitzt.
Der Buchstabe wird zwar in keiner Sprache verwendet, ist aber Teil des IAST. Im Sanskrit können nämlich neben den "normalen" Vokalen auch das R und das L die Funktion eines Vokals übernehmen. Das Ṝ ist in diesem Falle die lange Version des Ṛ, ein silbisches R, und wird in den indischen Schriften als Anfangsbuchstabe mit ॠ/ৠ/ૠ/ୠ/ౠ/ೠ/ൠ/ඎ und innerhalb eines Wortes mit dem Vokalzeichen ॄ/ৄ/ૄ/ୄ/ౄ/ೄ/ൄ geschrieben. Das lange Ṝ ist wesentlich seltener als die kurze Version und erscheint nur bei bestimmten deklinierten Formen.

## Darstellung auf dem Computer
Unicode enthält das Ṝ an den Codepunkten U+1E5C (Großbuchstabe) und U+1E5D (Kleinbuchstabe).